# تیم ملی فوتبال آلبانی
تیم ملی فوتبال آلبانی یک تیم فوتبال بین‌المللی است که به نمایندگی از کشور آلبانی به
میدان می‌رود. این تیم زیر نظر اتحادیه فوتبال آلبانی فعالیت می‌کند. این کشور عضو یوفا در اروپا و فیفا در مسابقات جهانی است. تامین کننده کیت فعلی آن‌ها برند مکرون می باشد. این برند تا سال ۲۰۲۷ با این کشور قرارداد دارد.

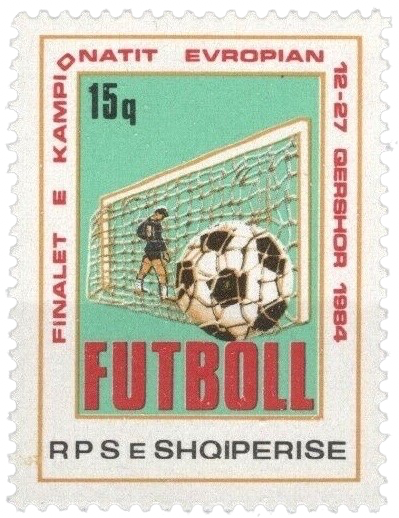
تمبر آلبانی به افتخار یورو ۱۹۸۴

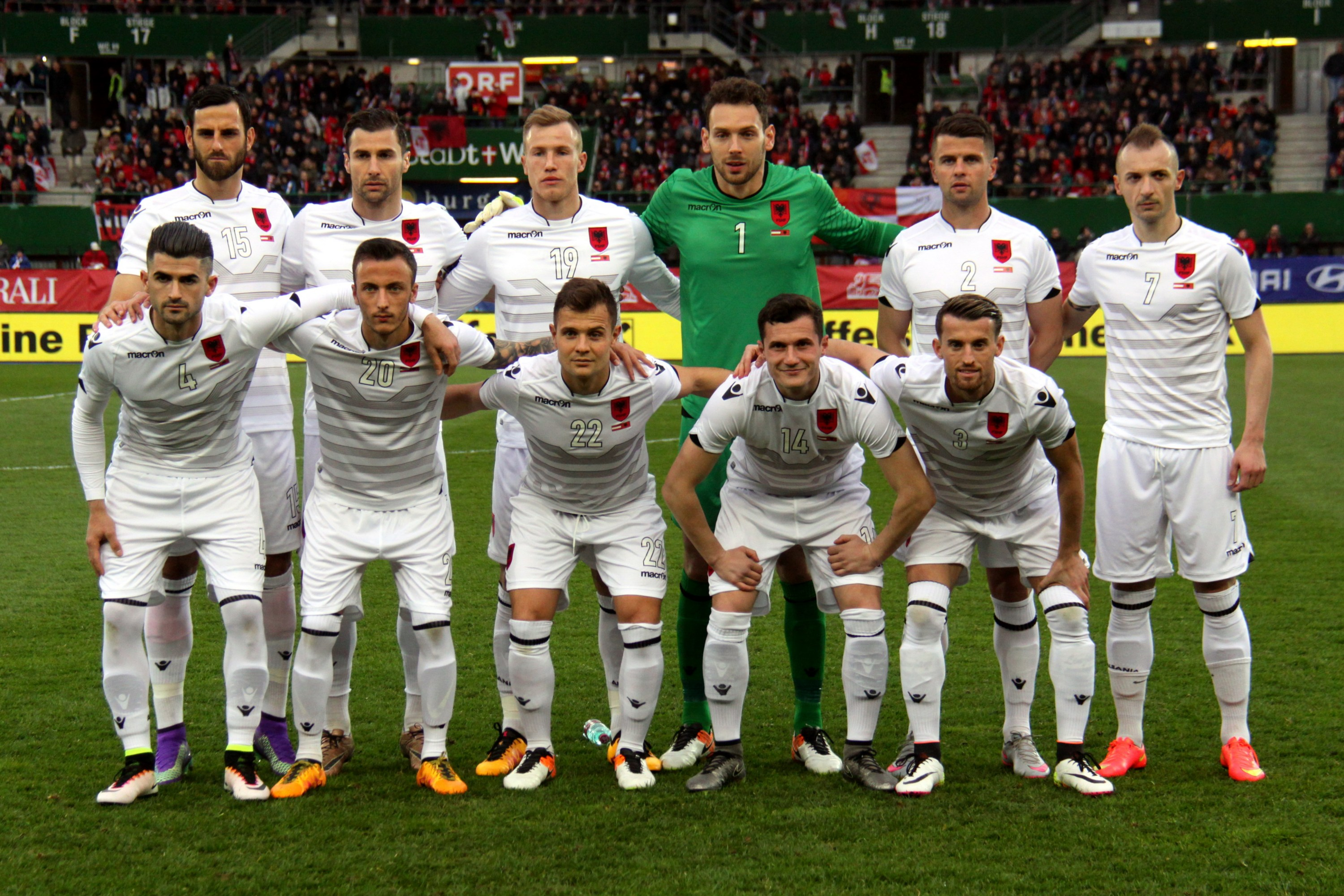
تیم ملی آلبانی در سال ۲۰۱۶